# Barcani
Barcani (en hongrois: Zágonbárkány) est une commune roumaine du județ de Covasna dans le Pays sicule en Transylvanie. Elle est composée des trois villages suivants :
- Barcani, siège de la commune
- Lădăuți (Ladóc)
- Sărămaș (Szaramás)

## Localisation
Barcani est situé dans la partie sud du județ de Covasna, au sud-est de la Transylvanie, à la 10 km de Întorsura Buzăului et à 49 km de Sfântu Gheorghe (Sepsiszentgyörgy).

## Monuments et lieux touristiques
- Église orthodoxe « Saint Nicolas » du village de Barcani, construite en 1896
- Monastère « Saint Jean-Baptiste » du village de Sărămaș (Szaramás)
- Site archéologique Costanda du village de Barcani (période de néolithique)